# Murazzano (kaas)
Murazzano is een Italiaanse kaas die van schapenmelk wordt gemaakt. De kaas komt oorspronkelijk uit de stad Murazzano in de regio Piëmont, en is kort gerijpt. Deze kaas lijkt op de Toma, welke van koemelk is gemaakt.
Soms wordt er aan de schapenmelk wat koemelk toegevoegd. De kaas is volvet en gemaakt van rauwe melk.